# Симу Лю
Симу Лю (англ. Simu Liu; спрощ.: 刘思慕; нар. 19 квітня 1989, Харбін, КНР) — канадський актор, письменник, каскадер та кінорежисер. Найвідоміший за роль Юнґа в ситкомі телевізійного телебачення CBC Кім «Зручність». Він зображує супергероя Шан-Чі у Кіновесвіті Marvel, починаючи з фільму «Шан-Чі та Легенда Десяти Кілець» (2021). Він став першим азійським актором, який знявся у головній ролі стрічки Marvel Studios.
Він отримав номінації на премії ACTRA та канадські екранні премії за роботу в «Крові і крові».

## Біографія
Лю народився в Харбіні, а в Канаду іммігрував у п'ятирічному віці. Він виріс в Ерін Міллз, район Міссісауги, Онтаріо. Він відвідував університети Торонто в середніх школах. Для середньої школи Симу навчався 2 роки в Університеті Західного Онтаріо і 2 роки вивчав фінанси та бухгалтерський облік в бізнес-школі Айві. Він працював бухгалтером у «Делойт», але згодом був звільнений з роботи. Він вирішив вивчати різні аспекти кар'єри, перш ніж вирішити продовжити кар'єру актора.

## Кар'єра
Лю вперше з'явився у масовці на у фільмі Тихоокеанський рубіж Гільєрмо дель Торо. Серед його ранніх екранських кредитів — Нікіта (2012) та «Краса і звір» (2014). У 2015 році він був членом трюкової команди Heroes Reborn, виступаючи в трьох епізодах як трюк-дубль . Далі він з'явився регулярним серіалом у кримінальному драматичному серіалі OMNI Television «Кров і вода» (2015—2016), за який у 2017 році отримав номінації «ACTRA» та «Canadian Screen Award».

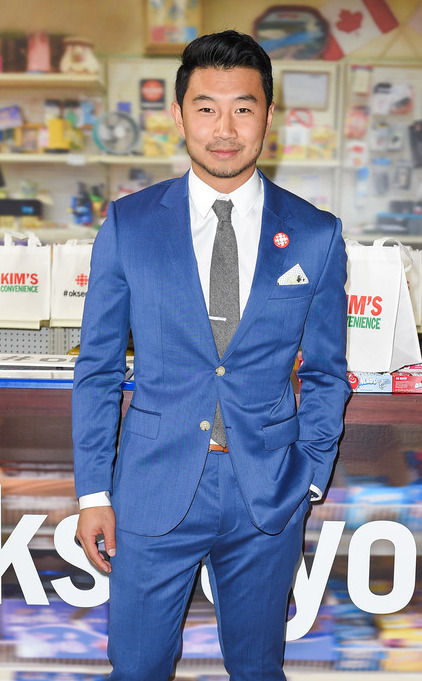
Лю в 2016 році

У 2016 році Лю зіграв як ексЦРУшника, аналітика Фаарона. Він також грає Юнґа в екранізації телебачення CBC хіт-канадської вистави «Кім зручності».
Пізніше того ж року Лю приєднався до акторської ролі хітового серіалу BBC — Space Space Orphan Black протягом п'ятого та останнього сезону та був номінований на премію Дори Мавор Мур у категорії «Видатний ансамбль» разом зі своїми каштанами в «Театрі заводу». грати Бананові хлопчики.
У 2017 році Лю приєднався до складу другого сезону Slasher, а також міністерства CityTV Bad Blood, обидва як персонажі, що повторюються. Наступного року він з'явився в науково-фантастичному телесеріалі The Expanse та YouTube-серіалі Yappie.
На початку 2019 року було оголошено, що Лю приєднається до акторського складу ABC Fresh Off the Boat як гостьова зірка. Він зіграв постачальника локшини на ім'я Віллі у 100-му епізоді серії.
На Comic-Con 2019 було оголошено, що він зіграє супергероя Marvel Comics Шан-Чі в майбутньому фільмі «Шан-Чі та Легенда Десяти Кілець», поставленому в Кіновсесвіті Marvel. «Шан-Чі та Легенда Десяти Кілець» стали першим азійськім фільмом Marvel. Раніше Лю звернувся з проханням про роль у X ще в грудні 2018 року, коли було виявлено, що фільм знаходиться в стадії розробки. Перед тим, як вийти на кастинг, Лю виявив зацікавленість грати або в Sunfire, або в Namor.
Крім своєї роботи, виступаючи на екрані, Лю також є письменником і режисером. Лю брав участь у письмовій залі «Кров і вода», під час якої він допоміг розірвати історію для шоу та написав епізод для свого другого сезону. Він також написав онлайн-твір для журналу Maclean у грудні 2017 року, у якому детально розповів про свій досвід зростання в сім'ї іммігрантів. Стаття пізніше була опублікована у номері журналу за січень 2018 року. Як режисер фільму писав, режисуру та постановку короткометражних фільмів, які показували та отримували нагороди на фестивалях у США та Канаді. Його останній короткометражний фільм «Мама зустрічі», який він написав та продюсував разом з Тіною Юнг, вийшов у лютому 2018 року на каналі Youtube Wong Fu Productions Youtube. За перший тиждень фільм набрав понад 250 000 переглядів.
Зараз він розробляє довгострокові проєкти під своїм банером 4:12 Entertainment.

## Похвальні відгуки
Лю був номінований на канадську екранограму та премію ACTRA в 2017 році за роботу в Крові і крові. Він, разом зі своїми кітматами зі зручності Кім, виграв премію ACTRA за видатний ансамбль у 2017 році. Лю та його каштани згодом були висунуті на одну і ту ж нагороду у 2018 та 2019 роках. Зручність Кіма також виграла нагороду за найкращу комедійну серію на канадських екранограмах 2018 року.
«Привіт!» назвав Лю 50 найкрасивіших канадців та 25 найпопулярніших бакалаврів у 2017 та 2018 роках.

## Фільмографія

### Фільм
| Рік  | Назва                           | Роль          | Примітки           |
| ---- | ------------------------------- | ------------- | ------------------ |
| 2013 | Тихоокеанський рубіж            | Додатково     | Перший фільм-дебют |
| 2021 | Шан-Чі та легенда десяти кілець | Шан-Чі        |                    |
| 2022 | One True Loves                  | Сем           |                    |
| 2023 | Барбі                           | Кен           |                    |
| 2023 | Ще одне справжнє кохання        | Сем           |                    |
| 2024 | Король Артур                    | Лео           |                    |
| 2024 | Атлас                           | Харлан Шепард |                    |
| 2025 | Останній подих                  | Девід Юаса    |                    |
| 2026 | Месники: Судний день            | Шан-Чі        |                    |
| TBA  | Шан-Чі 2                        | Шан-Чі        |                    |

### Телебачення
| Рік               | Назва                 | Роль                                           | Примітки                                |
| ----------------- | --------------------- | ---------------------------------------------- | --------------------------------------- |
| 2012              | Микита                | Гонконгський поліцейський констебль (Desk Cop) |                                         |
| 2013              | Сховище 13            | Бармен                                         |                                         |
| 2013              | Грали                 | Стрілець                                       |                                         |
| 2013              | Першотравневий        | Контролер повітряного руху Наріта              |                                         |
| 2014              | Красуня та Чудовисько | ЕМТ                                            |                                         |
| 2015              | Кров і вода           | Пол Сі                                         | Основна роль                            |
| 2015              | Герої Відроджуються   | Виконавець трюків                              | 3 епізоди                               |
| 2015              | Зроби це поп!         | Ренді                                          | 1 епізод                                |
| 2016              | Забрано               | Фаарон                                         | Повторювана роль (1 сезон); 10 епізодів |
| 2016 — сьогодення | Зручність Кіма        | Юнг Кім                                        | Основна роль                            |
| 2017              | Сиріт Чорний          | Містер Мітчелл                                 |                                         |
| 2017              | Slasher: Винна партія | Лука                                           | 2 епізоди                               |
| 2017              | Погана кров           | Хлопець                                        | 3 епізоди                               |
| 2018              | Простір               | Лейтенант Паоло Майєр                          | 1 епізод                                |
| 2018              | Япі                   | Том                                            | Основна роль                            |
| 2019              | Свіжий з човна        | Віллі                                          | 1 епізод                                |

## Нагороди та номінації
| Рік  | Номінант / робота                                                                                              | Нагорода                                   | Категорія                                             | Результат | Прим.  |
| ---- | --- | ------------------------------------------ | ----------------------------------------------------- | --------- | ------ |
| 2017 | Blood and Water                                                                                                | ACTRA Awards                               | Outstanding Performance – Male                        | Номінація | [ 27 ] |
| 2017 | Blood and Water                                                                                                | Canadian Screen Award                      | Best Supporting Actor in a Dramatic Program or Series | Номінація | [ 28 ] |
| 2017 | Kim's Convenience                                                                                              | ACTRA Awards 2017                          | Outstanding Performance – Ensemble                    | Перемога  | [ 29 ] |
| 2018 | Kim's Convenience                                                                                              | ACTRA Awards 2018                          | Outstanding Performance – Ensemble                    | Номінація | [ 30 ] |
| 2021 | Shang-Chi and the Legend of the Ten Rings                                                                      | People's Choice Awards                     | The Male Movie Star of 2021                           | Номінація | [ 31 ] |
| 2021 | Shang-Chi and the Legend of the Ten Rings                                                                      | People's Choice Awards                     | The Action Movie Star of 2021                         | Перемога  | [ 31 ] |
| 2021 | Shang-Chi and the Legend of the Ten Rings                                                                      | Unforgettable Gala – Asian American Awards | Breakout Actor on Film                                | Перемога  | [ 32 ] |
| 2022 | Shang-Chi and the Legend of the Ten Rings                                                                      | Hollywood Critics Association Film Awards  | Game Changer Award                                    | Перемога  | [ 33 ] |
| 2022 | Shang-Chi and the Legend of the Ten Rings                                                                      | Critics' Choice Super Awards               | Best Actor in a Superhero Movie                       | Номінація | [ 34 ] |
| 2022 | Kim's Convenience                                                                                              | Canadian Screen Award                      | Best Lead Actor, Comedy                               | Номінація | [ 35 ] |
| 2022 | Shang-Chi and the Legend of the Ten Rings                                                                      | MTV Movie & TV Awards                      | Best Hero                                             | Номінація | [ 36 ] |
| 2022 | Shang-Chi and the Legend of the Ten Rings                                                                      | Saturn Awards                              | Best Actor in a Film                                  | Номінація | [ 37 ] |
| 2023 | Himself | Canadian Screen Award                      | Radius Award                                          | Honoured  | [ 38 ] |
| 2023 | Juno Awards of 2023 (as host)                                                                                  | Canadian Screen Award                      | Host, live entertainment special                      | Перемога  | [ 38 ] |
| 2023 | Simu Liu, Luciano Casimiri, Leonard Chan, Julie Kim and Kristeen Von Hagen, Juno Awards of 2022 (як сценаріст) | Canadian Screen Award                      | Variety or sketch comedy                              | Номінація | [ 38 ] |